# Montegranaro
Montegranaro es un municipio de Italia situado en la provincia de Fermo, en la región de Las Marcas. Tiene una población estimada, a fines de mayo de 2024, de 12 531 habitantes.

## Demografía
| Gráfica de evolución demográfica de Montegranaro entre 1861 y 2024 |
|                                                                    |
| Fuente: ISTAT - Elaboración gráfica de Wikipedia                   |